# ジェイコブ・ストッフェル
ジェイコブ・ストッフェル（Jacob Stoffel, Jr., 1861年7月2日 – 1927年3月30日）は、アメリカ合衆国の実業家、政治家。
ウィスコンシン州ラシーンにて誕生。公立学校を経てパーソン・ビジネス・カレッジで学ぶ。衣類の取引を手掛け、ストッフェル・ブラザーズの経営に関与した。また彼は金融業にも手を伸ばした。彼はラシーン市議会議員を務め、またラシーン教育委員会の委員および会長にも就任した。彼はラシーン公園委員会の委員も務めた。1923年、共和党選出でウィスコンシン州議会の議員を務めた。彼はウィスコンシン州ラシーンにて、長年の病気により死去した。